# Concurrenzen
Concurrenzen, op. 267, är en vals av Johann Strauss den yngre. Den spelades första gången den 29 januari 1862 i Sofienbad-Saal i Wien. 

## Historia
Från 1861 fram till Första världskriget tillhörde Industriföreningens baler de finaste och mest berömda i Wien. Föreningen, som inkluderade banker och järnvägsbolag, ersatte gradvis de borgerliga balerna såsom stadens viktigaste. I och med att borgarna tappade sitt inflytande och industrisamhället steg i rang började kejsarfamiljen alltmer bevista dessa baler och kejsaren själv deltog nästan varje år. 
Industriföreningens bal gick av stapeln den 29 januari 1862 i Sofienbad-Saal och den öppnade säsongens karnevalsbaler. Johann Strauss och hans orkester hade engagerats för att spela dansmusik och Strauss hade komponerat en ny vals med den talande titeln Concurrenzen. Tidningen Wiener Zeitung kommenterade valet av titel: "När Strauss lät sin vals ljuda glömdes konflikten mellan [privata] Nordbahn och det statliga järnvägsbolaget" (därav "konkurrensen"). Valsen uppskattades så mycket av Industriföreningen att de gav Strauss en hedersgåva på 25 dukater i guld, vilket var mycket mer än förläggaren Carl Haslinger betalade för alla utgåvor av verket.

## Om valsen
Speltiden är ca 8 minuter och 49 sekunder plus minus några sekunder beroende på dirigentens musikaliska tolkning.

## Weblänkar
- Concurrenzen i Naxos-utgåvan.